# Prietenii Fundației
Prietenii Fundației (1989) (engleză Foundation's Friends, Stories in Honor of Isaac Asimov) este o antologie de povestiri science fiction alcătuită de Martin H. Greenberg. Acțiunea acestor povestiri se petrece în universul Roboților-Imperiului Galactic-Fundației creat de Isaac Asimov. Printre cei care au contribuit cu texte la această antologie se numără Ray Bradbury, Robert Silverberg, Frederik Pohl, Poul Anderson și Orson Scott Card.
În 1997 a fost publicată o ediție "revăzută și adăugită" în care apar numeroase materiale scrise de cei care l-au cunoscut pe Asimov, mulți dintre aceștia fiind autori și editori bine-cunocuți din domeniul SF.

## Conținut
- Ray Bradbury - Prefață (Preface)
- Ben Bova - A doua prefață: Isaac cel ne-metalic sau Viața este minunată (The Nonmetallic Isaac or It’s a Wonderful Life)
- Pamela Sargent - Provocarea (Strip-Runner)
- Robert Silverberg - Soluția Asenion (The Asenion Solution)
- Edward Wellen - Crimă de gradul Urth (Murder in the Urth Degree)
- Harry Turtledove - Trantor se prăbușește (Trantor Falls)
- Connie Willis - Dilema (Dilemma)
- George Alec Effinger - Maureen Birnbaum la căderea întunericului (Maureen Birnbaum After Dark)
- Mike Resnick - Echilibru (Balance)
- Barry N. Malzberg - Prezentul etern (The Present Eternal)
- Sheila Finch - PAPPI (PAPPI)
- Frederik Pohl - Reuniunea de la Mile-High (The Reunion at the Mile-High)
- Poul Anderson - Peștera lui Platon (Plato's Cave)
- George Zebrowski - Conștiința Fundației (Foundation's Conscience)
- Robert Sheckley - Vânătorii de mașini de pe câmpia de asfalt (Carhunters of the Concrete Prairie)
- Edward D. Hoch - Conversația spionată (The Overheard Conversation)
- Hal Clement - Pata (Blot)
- Harry Harrison - A patra lege a roboticii (The Fourth Law of Robotics)
- Orson Scott Card - Originistul (The Originist)
- Janet Jeppson Asimov - Postfață: Un cuvânt sau două de la Janet (A Word or Two from Janet)
- Isaac Asimov - Postfață: Cincizeci de ani (Fifty Years)

## Acțiunea povestirilor

### Prefață
Ray Bradbury face o scurtă trecere în revistă a operei lui Asimov.

### A doua prefață: Isaac cel ne-metalicsauViața este minunată
Ben Bova speculează pe marginea ideii felului în care ar fi arătat lumea fără Asimov.

### Provocarea
Acțiunea povestiri Pamelei Sargent se petrece între cea din Soarele gol și Roboții de pe Aurora. Elijah Baley are o apariție scurtă, iar Ben Baley este menționat.

### Soluția Asenion
Aflată în strânsă legătură cu romanul Zeii înșiși, povestirea scrisă de Robert Silverberg prezintă substanța fictivă a lui Asimov, tiotimolina, într-un mod umoristic.

### Crimă de gradul Urth
Povestirea lui Edward Wellen se alătură seriei de povestiri polițiste asimoviene în care personajul principal este Wendell Urth.

### Trantor se prăbușește
Harry Turtledove umple perioada dintre cele două jumătăți ale Fundației și Imperiului, prezentând căderea planetei Trantor.

### Dilema
Connie Willis își imaginează un viitor în care Asimov întâlnește roboți realizați după personajele sale.

### Maureen Birnbaum la căderea întunericului
George Alec Effinger repovestește Căderea nopții din perspectiva personajului său, Maureen Birnbaum. Povestirea a apărut și în antologia Maureen Birnbaum, Barbarian Swordsperson.

### Echilibru
Mike Resnick a contribuit la această antologie cu o povestire scurtă despre Susan Calvin.

### Prezentul etern
Povestirea lui Barry N. Malzberg reprezintă o continuare a povestirii "The Dead Past" pe care Asimov a publicat-o în numărul din aprilie 1956 al revistei Astounding Science Fiction.

### PAPPI
În povestirea Sheilei Finch, un industriaș anti-roboți încearcă să îl asasineze pe primarul Stephen Byerly. Susan Calvin își face și ea apariția.

### Reuniunea de la Mile-High
Frederik Pohl imaginează o istorie alternativă în care Asimov a fost atras într-un program de dezvoltare a armelor biologice în timpul celui de-Al Doilea Război Mondial și nu a mai devenit scriitor.

### Peștera lui Platon
Relatând evenimentele petrecute între "Fuga în cerc" și alegerea lui Stephen Byerly la conducerea lumii, povestirea lui Poul Anderson îi include și pe Susan Calvin, Alfred Lanning, Greg Powell și Mike Donovan.

### Conștiința Fundației
Povestirea lui George Zebrowski, a cărei acțiune se petrece în anul 1056 din Era Fundației, prezintă o perioadă datând de după crearea celui de-Al Doilea Imperiu, intrând în conflict cu romanele Marginea Fundației și Fundația și Pământul prin lipsa Gaiei.

### Vânătorii de mașini de pe câmpia de asfalt
Deși se concentrează asupra roboților inteligenți și Cele trei legi ale roboticii, povestirea lui Robert Sheckley este independentă de universul Roboților-Imperiului-Fundației.

### Conversația spionată
Edward D. Hoch a contribuit cu o povestire polițistă din seria Black Widowers.

### Pata
Povestirea scrisă de Hal Clement cuprinde roboți pozitronici, Cele trei legi ale roboticii și compania Roboți Americani, dar prezintă descoperirea unei rase extraterestre, lucru care contravine universului imaginat de Asimov (cu excepția unei povestiri).

### A patra lege a roboticii
Harry Harrison apelează la personajul său, Stainless Steel Rat, pentru a-i ajuta pe bătrânul Mike Donovan și pe nepoata lui Susan Calvin să rezolve un mister.

### Originistul
Relatând evenimentele petrecute după prima parte a Fundației, povestirea lui Orson Scott Card descrie crearea celei de-a doua Fundații de către Hari Seldon.

### Postfață: Un cuvânt sau două de la Janet
Janet Asimov povestește despre cum este să fii soția lui Asimov.

### Postfață: Cincizeci de ani
Isaac Asimov prezintă legătura dintre viața și cariera sa și realizările științifice și literare ale lumii.